# 上條勝久
上條 勝久（かみじょう かつひさ、1910年（明治43年）8月29日 - 2011年（平成23年）12月27日）は、日本の内務官僚、建設官僚、政治家。参議院議員（2期）。

## 来歴
宮崎県児湯郡高鍋町出身。旧制高鍋中学校卒。1936年に宮崎県庁に入り、1941年に内務省に転じる。1945年、内務省国土局内務理事官。1957年、国土地理院総務部長になる。建設省大臣官房福利厚生課長を経て、1965年、建設大学校校長。退官後、全国建設研修センター理事長、日本道路公団顧問を経て、1974年の参院選で宮崎県選挙区から自由民主党公認で立候補して当選。2期務めた。この間、1977年から1978年まで科学技術政務次官、1981年から1982年まで参議院地方行政委員長に就任。1986年の参院選でも立候補したが、無所属の上杉光弘に敗れた。1988年春の叙勲で勲二等旭日重光章受章。1992年、北海道測量専門学校（後の札幌理工学院）校長に就任。2000年、退職。
2006年、「町民の安全な暮らしや交通網の発達に大きな功績をあげた」として高鍋町名誉町民に推載された。2011年12月27日、心不全のため神奈川県藤沢市の自宅で死去、101歳。死没日をもって従七位から従四位に叙される。

## エピソード
宮崎県職員時代、当時木城町にあった武者小路実篤の「新しき村」の場所にダム建設が行われることになり、上條は土地収用の交渉に当たった。村に20日間通いつめ、労働を手伝い、夜は文学を語り、当初ダム建設に絶対反対だった実篤に気に入られ、ついに判を押させたという。